# 夏目響
夏目 響（英文名：Hibiki Natsume、なつめ ひびき、1998年11月22日 - ）は、日本のAV女優・ヌードモデル。DINO所属。血液型A型。

## 経歴
SODクリエイト2月発売の作品への特典付録DVDでプレデビュー。出演者名表記は「名前はまだない。」と匿名での作品出演となった。SODクリエイト広報からは発売を前提としたテストAV映像として撮影したものの、お金を払って見てもらうには申し訳ないという意思表示があったため、他の作品の映像特典としての収録に留めたというアナウンスがされた。
この間には正式な芸名のないままヌードモデルとして活動。光文社『FLASH』2020年3月17日号には「謎の医療事務 小林さん」名義でグラビア掲載された。
視聴者から好評だったこと、製品版が見たいという要望があったことから同年4月23日に『名前はまだない。 緊急発売 AV出演』でSODクリエイトからデビュー。名前のないまま1作目を発売することになったものの、FANZA動画フロアで3月19日デイリーランキング初登場1位を獲得。4月25日にも返り咲き1位を獲得。
5月1日に芸名が「夏目響」と発表され、5月21日に「夏目響」の正式デビュー作として『命名 夏目響（ひびき） 正式デビュー お初の4本番』がDVD&Blu-rayソフトで同時発売。月刊FANZA発表「このAV女優がすごい!2020夏」新人部門3位獲得。2020年12月に発表された「FLASH 2020年現役最強セクシー女優BEST100」読者投票・第38位。
2021年5月、「THE TIP」キャンペーンガール・BASARAガールに青空ひかり、宮島めいとともに就任。CHIKU-CHIKU担当（同年10月からBIKU-BIKU担当）。同年8月発表「読者300人が選んだFLASH 2021セクシー女優ランキング」読者投票22位。光文社『FLASH』発表の2021年セクシー女優ランキング第32位。

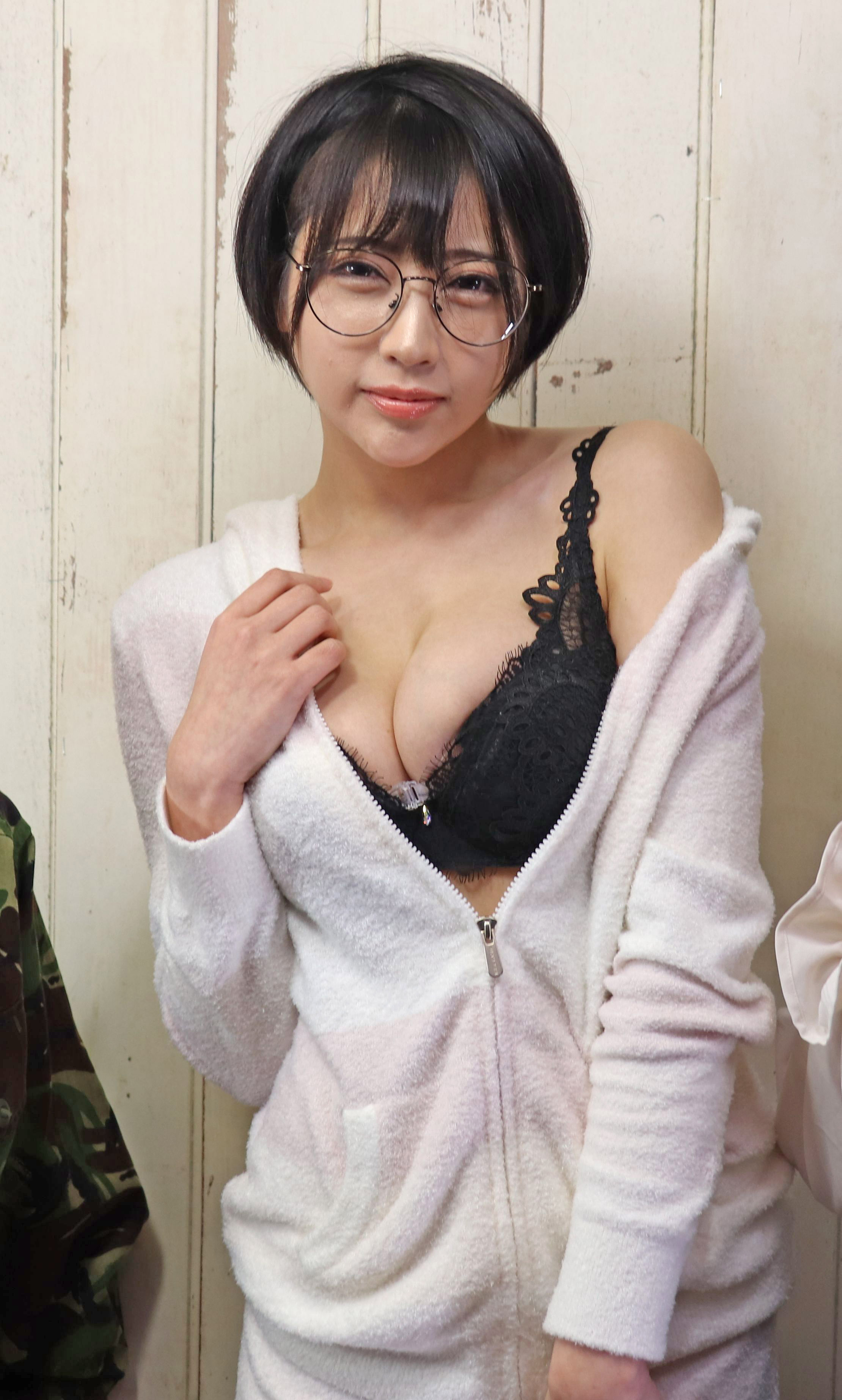
2022年12月撮影

2022年12月20日、『スカパー!アダルト放送大賞2023』新EXガールズオーディションにノミネート。2023年3月にはグランプリとなる新EXガールズ・センターに輝いた。2022年12月26日週FANZA通販フロアランキングにて、デビュー作収録の『SODstar15周年記念！厳選した人気スター女優18名 デビューSEX集めました!』が1位を記録。
2023年より女優としては「大河響」名義でも活動している。同年10月、主演映画『職場秘汁 魔性の指使い』が劇場公開。監督の工藤雅典は「思った以上に役にハマっと演技を高評価した。
2024年8月31日、Akiba Stella Cube「DINOスーパーLive夏祭り2024」にて客前での初の歌唱を披露した。

## 人物
- 芸名は匿名時代の名称ゆえ夏目漱石にあやかったものと思われがちだが、本人は否定しており、「私が四季の中で一番夏が好きなのと、響は皆様の心に響くような女優さんになりたいという願いを込めてつけました」[1][22]と由来を説明している。2021年のインタビューでは苗字部分は「私が考えたものではない」と述べている[23]。またインタビューでは「デビューしたからには『夏目響』の存在を一人でも多くに人に知ってもらいたい」。「何年後かにAV界を振り返ったとき、1番に名前が出るように」と抱負を述べている[24]。
- 名前がない、特典映像という特異な形でのデビューだったため、良くも悪くもいろんな方の目に留まる形で表に出たが、その分批判も多く、非通知や知らない番号から電話が鳴りやまずにかかってくるなど、デビュー時期は私生活がボロボロだったという[25]。
- ボーダーを着る女性は95%モテないという話をゲッターズ飯田から聞いてからは、ボーダーを一着も持ち合わせていない。
- 「内弁慶」と自身の性格を自己分析している[26]。
- デビュー2年目以降週3程度ジム通いをしている[27]。
- 高校時代は美術部に在籍していた[28]。
- AV作品では振り切った作品が多く、ノーマルなイチャラブものをやるまで3年かかった[29]。

- 2024年にウィキペディアでは出所不明のまま2種類書かれていた誕生日を「6月22日」と正式発表した[2]。但し生年に関してはデビュー日から数え（2024年で）、4歳と答えている[2]。

## 作品
全てSODクリエイト専属。

### アダルトビデオ
2020年
- 名前はまだない。 緊急発売 AV出演[30]（2020年4月23日）
- 命名 夏目響（ひびき） 正式デビュー お初の4本番（2020年5月21日）[31]
- ドバドバ精子垂れ流し無限昇天イメクラエステ3時間５コーナー　夏目響（2020年10月8日）[32]
- 大きな亀頭で子宮口ほじくり性交 夏目響（2020年11月12日）[33]
- 教育実習生が巨根と聞きつけ校内中どこでも求愛ハーレム4Pを仕掛ける学園一美少女トリオ（2020年12月24日）

2021年
- 向かい部屋の絶倫巨乳お姉さんとひたすら騎乗位の練習（2021年1月8日）
- 失禁するほどピストンバイブでイカされて…「もうイッてるからぁぁ」アクメ直後もガンガンッ膣奥を突きまくる超追撃ピストン性交（2021年2月11日）
- 体の相性が最高なコンビニパート主婦Nさんとは休憩2時間のショートタイム密会でも最低3回は射精（だ）せる（2021年3月11日）[34]
- コスって3本番！ 夏目響（2021年4月8日）
- 「私の方が良いでしょ?奥様を忘れるぐらいメチャクチャ抱いて」 リスク覚悟で抱きたくなる恵体な愛人と不倫温泉旅行 夏目響（2021年5月7日）
- ねっとり長舌でチ〇ポ吸いっぱなし 顔に出すまでフェラさせて。 夏目響（2021年6月10日）
- 15秒で即絶頂!即ハメ即イキ3SEX 夏目響（2021年7月8日）
- 地元で有名な超絶ヤリマンギャルに何発も精子を搾り取られた夏の思い出 夏目響（2021年8月12日）[35]
- クラスで一番人気Nさんの乳首責め求愛ささやき淫語で身も心もかき乱されまくり 夏目響（2021年9月9日）
- 超世話焼き姉ちゃんが弟クンの包茎チ〇ポの悩みにぜ～んぶ答えちゃう 夏目響（2021年10月7日）
- いいなり温泉旅行 夏目響（11月11日）
- 担任に犯され【専属服従契約】媚薬NTRセックスの快楽に堕ちていくいいなり女子校生。 夏目響（12月9日）

2022年
- 越してきたは隣人はとんでもないヌキテクの欲求不満痴女お姉さん。アナコンダフェラ、タランチュラ騎乗位で毎日精子が枯れるまで何度も何度もイカされまくった。 夏目響（1月13日）[36]
- 剣道一筋ふんどし女部長が陰キャ部員の下克上チ●ポに屈服させられて 夏目響（2月10日）[37]
- 春の緊急特番!トビジオっ!特報NEWS 勤務中ずっと痙攣・潮吹きっぱなし・失禁しても平然と原稿を読み上げる夏目響アナウンサー（3月10日）
- キメセク相部屋NTR 大嫌いで最低最悪な絶倫元カレに…媚薬を飲まされ…×××。 夏目響（4月7日）
- 無愛想な人妻家政婦「とっとと済ませて下さいませ。家事が出来ませんので。」【業務中はいつでもハメられます】“膣ハメ”の裏オプ付き 夏目響（5月12日）
- 夏目響デビュー2周年!初ナマ中出し解禁!覚醒!激イキ!大痙攣!本気汁まみれの大絶頂、大絶叫セックス（6月9日）
- 肉感アングル!スケベなおっぱい、尻特化!夏目響の恵体ボディを堪能し尽くす合計17射精!夏目響（7月7日）
- 今年も出会えた！地元で有名な超絶ヤリマンギャルに何発も精子を搾り取られた夏の思い出 夏目響（8月11日）[38]
- リップ音が脳内に響き渡るほどまき散らしながら全身とろけるほどのベロチュウ中出しSEX&ディープフェラ 夏目響（9月8日）
- 無愛想だけどセックスの相性はバツグンなお互いにカラダだけを求めあう都合のいい愛人 夏目響（11月23日）

2023年
- 3年目で初出勤!無制限発射OKで連続ナマ中出しさせてくれる完全会員制ソープ 夏目響（1月12日）
- 「ねぇ?ワタシになついてくれるよね…?」M男をワタシだけの性処理ペットに育成… ～猟奇的な目で可愛がり、精子尽きるまでひたすら射精させまくる飼い主ヒビキ～ 夏目響（2月9日）[26]
- もしも“夏目響”がボクのカノジョだったら・・・初めてのお泊りデート、楽しさと感情が高まる1日・・・時間を忘れてお互いに激しく求めあうイチャラブSEX（3月9日）[39]
- 串刺しPtoMレ×プ 大量中出しされた後のマ●コに入った白濁チ●ポで上下穴封鎖! 声も出せずに身悶えしかできない美人キャリアウーマンOL“夏目響”（4月6日）
- ‘夏目響’全ての音を感じる、至極のASMRオナニーサポート ～ささやき、フェラ音、ピストン音、etc.バイノーラルで聴覚を最大刺激する5シチュエーション～ （5月11日）
- 汗だく、潮びちゃ、だらだらヨダレ、120％全噴出！究極のぬれだく性交！夏目響（6月8日）
- M男な僕をからかいながらもSEXを教えてくれる年上カノジョ ～日々責められながら射精管理されるも快感を感じる同棲生活～ 夏目響（7月6日）[40]
- 【夏といえば水着！SODstar全員ビキニ祭】外では女上司、帰れば呼び鈴一つで即ご奉仕してくれる、俺だけの従順メイド ご主人様のチ○ポを気持ちよくできたら、ご褒美ピストンでイキ果てる むちゃくちゃやりまくる3日間 夏目響（8月10日）
- 中学のときに好きだった男が強×わいせつ罪で指名手配されていました。私は彼を自宅で匿うことにしました。 レ×プ魔と同棲 夏目響（9月7日）
- ‘洗脳 NTR’ 「ずっと大好きだった幼馴染が結婚して幸せになるなんて許せない！」 ボクだけの響にするために感情崩壊洗脳、ニチャつきが止まらないほどの背徳SEX 夏目響（10月12日）
- 極上泡姫‘夏目響’が最上のおもてなし 発射後もプレイ続行！絶対3発以上発射させる情熱ご奉仕で全てのお客様を満足させる究極ソープ（11月9日）[26]
- 極上フェラチオで射精した精子の一滴まで舐め尽くす、舐め合いSEX 夏目響（12月7日）

2024年
- 声が出せない電車の中で集団痴● 陰湿な乳揉み おもちゃ責めで開発されていく性に 疎い女子大生地味子「嫌だけど身体だけが気持ちよくなっていくんです…」23 歳 夏目さん 仮名 夏目響（1月11日）[40]
- ニートな義理の息子に毎日孕まされるほど中出しされてます…赤ちゃんができちゃうかもしれない背徳感で身体がゾクゾク感じてしまいます 夏目響（2月8日）
- 都会から転勤してきた高圧系女上司にパワハラされたので、俺のデカマラで黙らせ快楽の虜にしてやった 夏目響（3月7日）[40]
- キス魔な歯科助手夏目さん、治療中も治療後も患者様を強引ベロチュウで誘い、痛みも飛ぶほどの性交で精液絞り取る 夏目響（4月11日）
- 「超覚醒」エロ度が最高潮に達したフェロモンむき出し濃密中出し3性交―尽きる事のない無限大の性欲絶頂SEX― 夏目響【特典映像付き】（5月9日）[40][41]
- M男特化中出し搾精サディスティックセクサロイドヒビキ 夏目響（6月6日）[40][42][43]
- 嬲られ文化祭。女教師を襲う盛りの男子校生たちに集団でマワされ中出しに屈してしまう… 夏目響（7月11日）[44]
- 3年越しの愛人と、ひと月ぶりの再会 生セックスをねだられ中出しを求められ、欲望の限りをつくすワイ。 夏目響（8月8日）[45]
- デリヘル呼んだらいつも領収書を突っ返してくる経理部の欲求不満OLと遭遇「まさか、飲食代で落とさないでくださいよ…」と言いつつ生本番させてくれ自宅でも会社でもヌいてくれる関係に 夏目響（9月12日）

- 完全主観 ショーパブで働く人気キャスト もんげーエロバニーHIBIKIは僕のカノジョ。楽屋でホテルでとことん見つめられるトロ甘距離のいちゃラブしっぽりエッチ 夏目響（10月10日）

- ガンギマリ喪服未亡人 葬儀会場で親戚達に媚ヤクを盛られ、2年振りの快楽にキメセク痙攣エクスタシーし続ける… 夏目響（11月7日）[43][46]
- 「女性の身体ってこうなってるんだよ？」ミステリアスな美術講師と密なデッサンレッスン 夏目響（12月26日）[43]

2025年
- 夏目響 わき解禁。女体最後の秘境ー…。わきを徹底的に性感開発。（1月23日）[47][48]

- 夫の命日NTR 亡き夫との思い出が詰まった家で故人とのエピソードを語らいながらハメたおせ！ 夏目響（2月20日）[49]
- 同棲するため物件を内見にきたカップルの彼氏を寝取って生ハメ中出しさせる淫乱巨乳な不動産レディ 夏目響（3月20日）[50][51]
- 地方のバーで出会った色気ダダ洩れバーテンダーの超絶舌先テクでゾクゾクする快感に我慢ならず妻子を忘れて完堕ち中出しSEX。 夏目響（4月24日）[43]
- 離婚したてのぼくがツーリングで出会った大型バイクにまたがるギャルライダーと意気投合し一晩中なまハメしまくって12回射精した 夏目響【特典映像収録版】（5月22日）[43][52][53]
- 北関東 マンスジがクッキリ浮き出たベロアジャージのマイルドヤンキー奥さんを旦那の入院中に拘束飼育 夏目響（6月26日）
- 隠れ極上エロボディの牛丼チェーン店で働くパート主婦が学生バイトと避妊具なしでネチョベロ不倫中出しSEX 夏目響（7月24日）[54]
- 痙攣トランス状態！エビ反り絶頂開発ドキュメント！！【豹変・崩壊・覚醒】子宮高感度イキ過ぎSPECIAL 夏目響（8月21日）
- 返り咲きヌードグラビアNTR 人気絶頂のさなか引退した元アイドルが一回り近く歳がはなれた若手俳優の前張りごしの勃起チ○ポの熱でヌルヌル透明の愛液をあふれさす 夏目響（9月25日）

### VR
- 泥●から一夜明け、目覚めると憧れの隣人美女が目の前に…夏目響（2020年10月12日）
- 【VR】【初解禁！！】超国宝級新人巨乳ソープ嬢VR（2020年11月9日）
- 【VR】「そのリア充な美しい顔を汚してヤル」向かい部屋の美女に愛が募りすぎて夢中でどろどろになるまで顔射レ×プしてやった… （2021年1月21日）
- 【VR】帰省中、相部屋になった親戚の姉ちゃんが【グラビアボディ】で誘惑してきた（2021年2月11日）
- SODVR1000作品突破記念スペシャル第1弾!!超絶美女たち4人に前後左右囲まれ全方位バイノーラル淫語で責められ射精しまくる豪華絢爛ハーレム（8月2日、SODクリエイト）

#### 配信限定
- 熟睡女子 寝起きが一番気持ちイイ◆ 夏目響（2020年7月22日）

## 出版

### 写真集
- 情愛（2021年5月1日、徳間書店、撮影：野澤亘伸）ISBN 978-4198652999

### モデル
- プレミアムヌードポーズブック 夏目響（2022年10月21日、ジーオーティー、撮影：田村浩章）[28]

## 出演

### テレビ
- ケンコバのバコバコナイト「バコバコSXII」（2024年12月6日 - 12月27日、サンテレビ）

### ウェブバラエティ
- スピードワゴンの月曜The NIGHT #212～潜入！SOD　LAND～（2020年10月20日、AbemaTV）SOD LANDを案内[55]
- 新EXガールズオーディション（2023年1月31日 ‐ 3月25日、SPOOX EX）
- スカパー! アダルト放送大賞presents EXガールズの元気にするテレビ（2023年8月25日 - 2024年2月22日、SPOOX）[56]
- 愛のハイエナ（2023年10月17日 - 31日、ABEMA）[57]

### ラジオ
- とにかく明るい安村のとにかく丸裸（2020年8月8日[58]、10月24日[59]、文化放送）
- 紗倉まなとニューヨークのマジックミラーナイト（2021年4月17日、4月24日、2022年2月13日、文化放送）
- ラジオのアナ〜ラジアナ/深夜3時のヒロイン（2022年6月2日、6月9日、FM NACK5）※6月2日は名前を伏せて出演

### ウェブドラマ
- デリヘルドライバー・史織の誘惑日誌（2022年11月2日、シネポップ、シネマファスト） - 史織 役[60][61]

### ウェブラジオ
- ひびきさん家！夏目響のガチンコラジオ（2023年10月17日[62] - 、ラジオクロニクル）

### 映画
- おっぱいロケットガール（2023年5月17日、シネマペロ） - アンジェリーナ 役[19]　※短編作。大河響名義で出演。
- 職場秘汁 魔性の指使い（2023年10月20日、オーピー映画）- ちはる 役
- 純愛芸術 最後の恋の描き方（2024年12月6日、オーピー映画）- 相川ちひろ 役[63]

### イベント
- 大人のテーマパーク SOD LAND（2020年10月13日、新宿歌舞伎町）サイレントバーほかに出勤[64]
- BOM WAVE05 - Get Over The COVID-19（2021年7月4日、神奈川・横浜大さん橋ホール） - ラウンドガール[65]

## メディア掲載

### Webメディア
- みんエロ（2020年10月2日）夏目響さん新作「ドバドバ精子垂れ流し無限昇天イメクラエステ３時間５コーナー」の感想、レビュー！
- ニュースサイトしらべぇ（2020年10月9日）新宿・歌舞伎町に「SOD LAND」爆誕　絶対恋に落ちる覇権コンテンツだった
- 夕焼け大衆（2020年10月17日）「【シコシコ先生のシニアのためのAV試写室】第146回　夏目響様『ドバドバ精子垂れ流し無限昇天イメクラエステ3時間５コーナー　夏目響』」
- みんエロ（2020年11月1日）【最新作！】「大きな亀頭で子宮口ほじくり性交」夏目響　を観ていたらドトールで子宮が痙攣した話